# Michel Fauconnet
Michel Fauconnet (6 de setembro de 1909 – 1 de novembro de 1988) foi um esgrimista suíço que participou dos Jogos Olímpicos de Verão de 1928 e de 1936, sob a bandeira da Suíça.